# Three Forks (Montana)
Three Forks ist eine Stadt in den Vereinigten Staaten, im US-Bundesstaat Montana. Der Ort liegt in der Gabel des Jefferson River und Madison River, unmittelbar bevor diese im Missouri Headwaters State Park zum Missouri River zusammenfließen.
Das U.S. Census Bureau hat bei der Volkszählung 2020 eine Einwohnerzahl von 1.989 ermittelt. Als nächste größere Ortschaft befindet sich Belgrade etwa 35 km südöstlich.

## Geschichte
1805 erforschte die Lewis-und-Clark-Expedition das Quellgebiet des Missouri, in dem bereits seit Jahrhunderten Indianerstämme umherzogen. Im Jahr 1810 gründeten 32 Männer der Missouri Fur Company bei Three Forks einen Pelzhandelsposten. Unter ihnen waren John Colter, der bereits zwei Jahre vorher als Trapper die Region besucht hatte und von Blackfoot-Indianern gefangen genommen wurde, und George Drouillard. Der Handelsposten wurde aber aufgrund von Angriffen durch Indianer und Grizzly-Bären wieder aufgegeben.
In den Folgejahren zogen weitere Trapper durch die Region, unter anderem Jim Bridger und Kit Carson. Pater DeSmet begann seine Missionsarbeit 1840 bei den Absarokee- und Flathead-Indianern. Ab 1862 wurden mehrere Siedlungen in der Umgebung gegründet.
Three Forks entstand 1908, als die Eisenbahngesellschaft Milwaukee Railroad ihre Eisenbahnlinie zum Pazifik baute.

## Demografie
Nach der Volkszählung im Jahr 2000 lebten in Three Forks 1.728 Menschen; es wurden 686 Haushalte und 469 Familien gezählt. Die Bevölkerungsdichte betrug 525 Einwohner  pro km². Es wurden 726 Wohneinheiten erfasst. Ethnisch betrachtet setzte sich die Bevölkerung zusammen aus 97,6 % weißer Bevölkerung, 1,1 % amerikanischen Ureinwohnern, 0,2 % Asiaten, 0,2 % Bewohnern aus dem pazifischen Inselraum und 0,4 % aus anderen ethnischen Gruppen; 0,6 % gaben die Abstammung von mehreren Ethnien an. 1,3 % der Einwohner waren spanischer oder lateinamerikanischer Abstammung.
Von den 686 Haushalten hatten 35,4 % Kinder oder Jugendliche, die mit ihnen zusammen lebten. 59,3 % waren verheiratete, zusammenlebende Paare, 5,8 % waren allein erziehende Mütter und 31,5 % waren keine Familien. 26,7 % bestanden aus Singlehaushalten und in 12,1 % lebten Menschen im Alter von 65 Jahren oder darüber. Die durchschnittliche Haushaltsgröße betrug 2,51, die durchschnittliche Familiengröße 3,08 Personen.
Die Bevölkerung verteilte sich auf 28,4 % unter 18 Jahren, 6,0 % von 18 bis 24 Jahren, 28,9 % von 25 bis 44 Jahren, 21,8 % von 45 bis 64 Jahren und 15,0 % von 65 Jahren oder älter. Das durchschnittliche Alter (Median) betrug 38 Jahre. Auf 100 weibliche Personen kamen 102,8 männliche Personen und auf 100 Frauen im Alter von 18 Jahren oder darüber kamen 102,6 Männer.
Das jährliche Durchschnittseinkommen eines Haushalts (Median) betrug 34.212 US-$, das Durchschnittseinkommen einer Familie 39.938 $. Männer hatten ein Durchschnittseinkommen von 30.086 $, Frauen 19.196 $. Das Pro-Kopf-Einkommen betrug 15.362 $. Unter der Armutsgrenze lebten 5,5 % der Familien und 7,7 % der Einwohner, darunter 6,6 % der Einwohner unter 18 Jahren und 6,7 % der Einwohner im Alter von 65 Jahren oder älter.